# Макс Бут
Макс Олександрович Бут  (нар. 12 вересня 1969) — американський письменник, консультант, редактор, викладач, військовий історик російського походження.  У 1990-х він працював письменником і редактором у Christian Science Monitor, а потім у The Wall Street Journal . На даний момент він посідає крісло старшого наукового співробітника Джин Дж. Кіркпатрик з питань національної безпеки в Раді з міжнародних відносин і дописувачем газети The Washington Post . Він писав для численних видань, таких як The Weekly Standard, Los Angeles Times і The New York Times, а також він є автором книг з військової історії. У 2018 році Бут опублікував «Дорогу не пройдено » - біографію Едварда Ленсдейла та «Корозія консерватизму: чому я покинув правих», де детально описується «ідеологічний шлях Бута від «Movement Conservative» до позапатрійного»  як наслідок президентських виборів у США 2016 року .

## Особисте життя
Бут народився в Москві.  Його батьки, обидва російські євреї, емігрували з Радянського Союзу в 1976 році і переїхали до Лос-Анджелеса, де він виховувався.   Бут навчався в Каліфорнійському університеті в Берклі, який закінчив з відзнакою, отримавши ступінь бакалавра мистецтв з історії в 1991 році, і Єльський університет, отримавши ступінь магістра дипломатичної історії в 1992 році . Він розпочав свою кар'єру в журналістиці, писав колонки для студентської газети Берклі The Daily Californian. Пізніше він заявив, що вважає, що він єдиний консервативний письменник в історії цієї газети. Станом на  2005, Бут і його сім'я мешкали в агломерації Нью-Йорка. 

## Кар'єра
Бут посідав крісло старшого наукового співробітника Джин Дж. Кіркпатрик з питань національної безпеки в Раді з міжнародних відносин (CFR), редактором The Weekly Standard та Los Angeles Times, а також постійним автором інших видань, таких як The Wall Street Journal., The Washington Post та The New York Times . Він регулярно з 2007 року веде блог
в журналі Commentary і протягом кількох років на власній сторінці, що має назву Contentions. Він читав лекції у військових закладах США, таких як Військовий коледж армії США та в Командно-штабному коледжі армії США.
Бут працював публіцистом і редактором у The Christian Science Monitor з 1992 по 1994 рік. На наступні вісім років він перейшов у The Wall Street Journal. Після чотирьох років ведення колонки-розслідувача про юридичні питання під назвою «Верховенство права», його підвищили до редактора сторінки доповідей. 
Бут залишив The Wall Street Journal  у 2002 році, щоб приєднатися до Ради з міжнародних відносин (CFR) як старший науковий співробітник з питань національної безпеки. Його перші роботи з CFR з'явилися в кількох публікаціях, включаючи The New York Post, The Times, Financial Times і International Herald Tribune.
Бут написав Savage Wars of Peace, дослідження малих війн в американській історії, разом із Basic Books у 2002 році  Назва взята з вірша Кіплінга «Тягар білої людини».  Джеймс А. Рассел у Journal of Cold War Studies розкритикував книгу, сказавши, що «Бут не проводив жодного критичного дослідження, і, отже, висновки, які він робить зі свого некритичного викладу історії, по суті безглузді».  Бенджамін Шварц стверджував у The New York Times, що Бут у своїй книзі вимагав від військових США виконати «майже неможливе завдання», і він розкритикував книгу як «таку, що не розкрила тему».  Віктор Девіс Хенсон із History News Network дав позитивну рецензію, сказавши, що «добре написана розповідь Бута не тільки захоплююча, але й повчальна».  Роберт М. Кессіді у Military Review назвав цю книгу «надзвичайною».  Книга Бута також отримала премію генерала Уоллеса М. Гріна-молодшого 2003 року від Національного музею морської піхоти як найкраща нещодавно опублікована науково-популярна книга, що стосується історії морської піхоти.
Бут писав ще раз для CFR у 2003 та 2004 роках  
У 2004 році World Affairs Councils of America назвала Бута одним із «500 найвпливовіших людей Сполучених Штатів у сфері зовнішньої політики»  . Він також працював у 2004 році як член Проекту нового американського століття (PNAC) 
2006 року Бут опублікував роботу War Made New - аналіз революцій у військовій техніці з 1500 року Центральна теза книги полягає в тому, що військові досягають успіху, коли мають динамічні, перспективні структури та адміністрацію для використання нових технологій. У ньому робиться висновок, що американські військові можуть втратити свою перевагу, якщо не стануть простішими, менш бюрократичними та більш децентралізованими. Книга отримала похвалу від Джозії Бантінга III у The New York Times, який назвав її «незвичайною та поважною»,  і критику від Мартіна Сіффа в The American Conservative, який назвав її «надзвичайно поверхневою».
Бут написав ще багато статей у CFR у 2007 році , і того року він отримав премію Еріка Брейнделя за досконалість у журналістиці думок .  У квітні 2007 року в епізоді Think Tank з Беном Ваттенбергом Бут заявив, що «колись був журналістом» і що зараз він вважає себе виключно військовим істориком .  Бут був радником із зовнішньої політики сенатора Джона Маккейна під час його кандидування на президентських вибори в США 2008 року. У редакційній статті в World Affairs Journal він заявив, що бачить сильні паралелі між Теодором Рузвельтом і Маккейном .  Бут продовжував писати для CFR у кількох публікаціях у 2008 та 2009 роках  

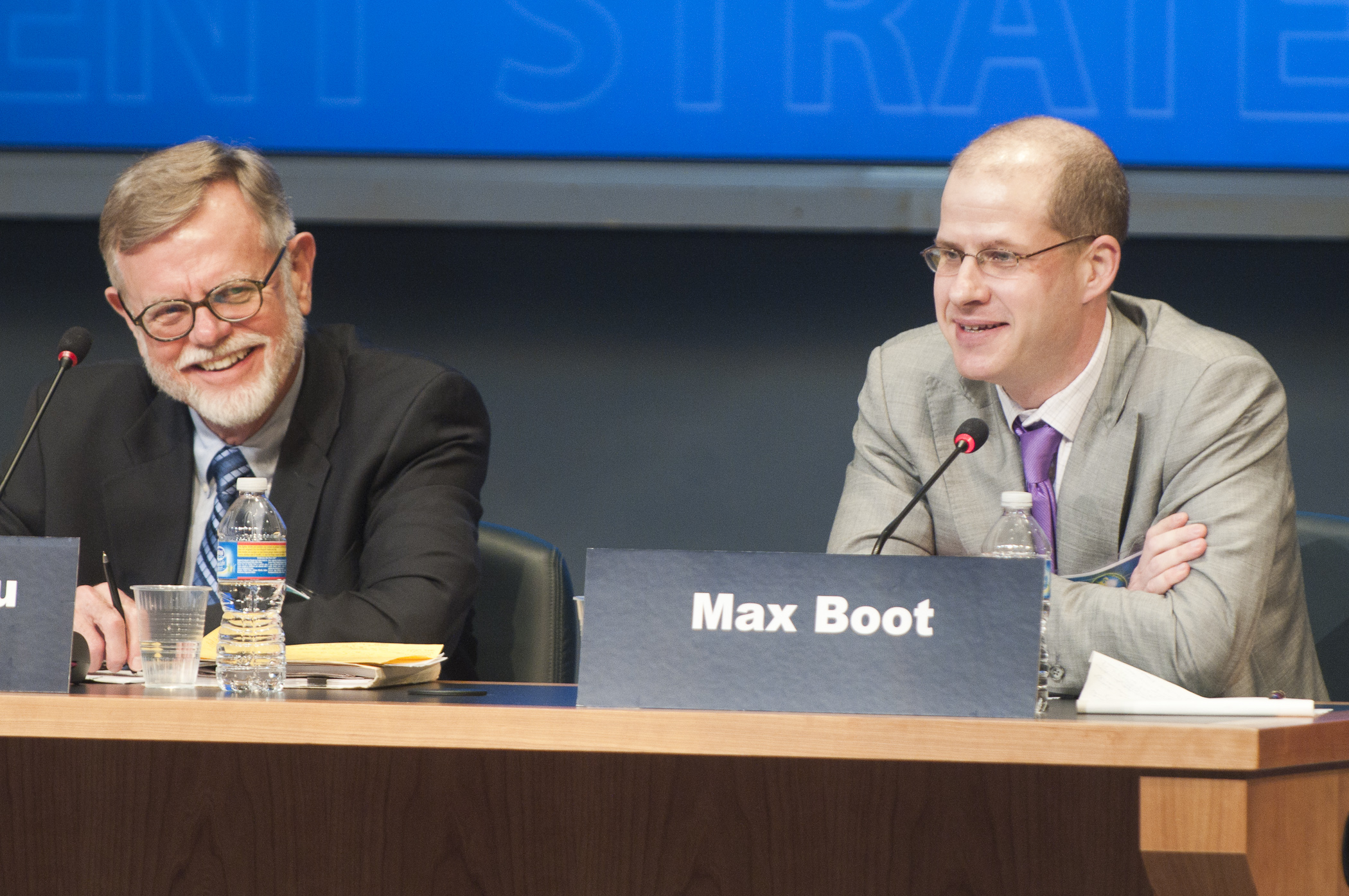
Макс Бут виступає на другій панельній дискусії на Форумі поточної стратегії 2010 року у військово-морському коледжі.

Бут писав для CFR протягом 2010 та 2011 років для таких видань, як Newsweek, The Boston Globe, The New York Times та The Weekly Standard . Він, зокрема, стверджував, що плани президента Барака Обами щодо реформи охорони здоров’я та захисту пацієнтів (Obamacare) ускладнюють збереження статусу наддержави США, що виведення американських військ з Іраку відбулося передчасно, і що збільшує ймовірність нової війни там, і що початкова перемога США в Афганістані була зруйнована самовдоволенням уряду, хоча західні війська все ще могли здобути перемогу. Він також написав дописи, в яких критикував плани політики жорсткої економії як у США, так і у Великобританії як такі, що шкодять інтересам їхньої національної безпеки.
У вересні 2012 року Бут написав у співавторстві зі старшим науковим співробітником Інституту Брукінгса Майклом Дораном доповідь опубліковану в New York Times під назвою «5 причин вторгнутися в Сирію зараз», закликаючи війська США створити безпольотну зону над усією Сирією за аналогією з тим як НАТО створило таку зону у Косовській війні. Він заявив, по-перше, і по-друге, що «американське втручання зменшить вплив Ірану в арабському світі» і що «більш мужня американська політика може запобігти поширенню конфлікту» з «конфесійною боротьбою в Лівані та Іраку». По-третє, Бут стверджував, що «підготовка та оснащення надійних партнерів у внутрішній сирійській опозиції» може допомогти «створити оплот проти екстремістських груп, таких як Аль-Каїда». Він зробив висновок, що «американське керівництво в Сирії могло б покращити відносини з ключовими союзниками, такими як Туреччина та Катар», а також «покласти край жахливій катастрофі з правами людини».
Ще одна добре прийнята книга Бута під назвою «Невидимі армії» (2013) розповідає про історію партизанської війни, аналізуючи різні випадки успішних і невдалих зусиль повстанців, таких як бойові дії під час війни США за незалежність, війни у В’єтнамі та нинішньої сирійської війни. Він стверджує, що традиційна, конвенційна війна, яку вели американські військові під час адміністрацій президента Буша та президента Обами проти партизанських формувань, призвела до стратегічних провалів. Бут обговорював свою книгу в різних програмах, таких як серія «Незвичайні знання» Інституту Гувера, яка з'явилася в ній у січні 2014 року .

## Позиція в російсько-українській війні (2022)
20 червня 2022 Макс Бут оприлюдним свою статтю у The Washington Post, де жорстко розкритикував США і інші західні країни за ненадання достатньої військової допомоги Україні, наголосивши, що не розгромивши російських загарбників весь Захід наразить себе на смертельну загрозу з боку диктатур.